# Поплавенец
Поплавенец — остановочный пункт (платформа) Октябрьской железной дороги в Бологовском районе Тверской области, открыт в 1918 году.

## Описание
Расположен на участке Окуловка — Бологое-Московское, на 312 км двухпутной электрифицированной скоростной линии Октябрьской железной дороги Москва — Санкт-Петербург. Обслуживается линейными подразделениями Московского территориального управления Октябрьской железной дороги, имеются две высокие пассажирские платформы.
На о.п. Поплавенец останавливаются все пассажирские пригородные поезда, следующие до Бологого, Окуловки и Угловки. Скоростные и поезда дальнего следования здесь остановки не имеют.

## История
Открыт для посадки и высадки пассажиров с дачных поездов в 1918 году, рядом был построен небольшой одноименный «посёлок при станции». По данным на 2010 год в нём проживал один человек.
19 февраля 1944 года пассажирский поезд на Ленинград и посёлок бомбили самолёты немецкой авиации. Во время налёта погиб машинист поезда П. В. Мартынов.

### Происшествия и катастрофы
16 августа 1988 года в 18:25 по московскому времени на перегоне Березайка — Поплавенец произошло крушение скоростного пассажирского поезда № 159 «Аврора». Все 15 вагонов состава сошли с рельсов. Было повреждено 2.5 км. контактной сети и 500 м железнодорожного пути. 12 повреждённых вагонов восстановлению не подлежали и их позже списали.
В результате 31 человек погиб и более 100 получило телесные повреждения различной степени тяжести, перерыв в движении поездов на участке составил свыше 15 часов.